# 四纏村
四纏村（よつがねむら）は、島根県簸川郡にあった村。現在の出雲市小山町、姫原町、大塚町、渡橋町、矢野町にあたる。

## 地理
- 河川：古内藤川[2]、新内藤川[2]、高瀬川[3]

## 歴史
- 1889年（明治22年）4月1日、町村制の施行により、神門郡矢野村、小山村、大塚村、渡橋村が合併して村制施行し、四纏村が発足[1][4]。
- 1896年（明治29年）4月1日、郡の統合により簸川郡に所属[4]。
- 1912年（大正元年）四纏村信用購買組合設立[1]。
- 1941年（昭和16年）2月11日、簸川郡今市町、古志村、高松村、高浜村、川跡村、大津村、塩冶村、鳶巣村と合併して出雲町を新設し廃止された[1][4]。

### 地名の由来
合併した旧4村をまとめるとの意味。

## 産業
- 農業[1]。